# غریبه‌ای بلندقد و سیاهپوش را ملاقات خواهی کرد
غریبه‌ای بلندقد و سیاهپوش را ملاقات خواهی کرد (به انگلیسی: You Will Meet a Tall Dark Stranger) نام فیلم کمدی-درامی است به کارگردانی وودی آلن، محصول سال ۲۰۱۰.